# Московски университет (шелфов ледник)
Московски университет (на руски: Шельфовый ледник Московского университета) е шелфов ледник на крайбрежието на Източна Антарктида, край Брега Сабрина и Брега БАНЗАРЕ на Земя Уилкс, в акваторията на Индоокеанския сектор на Южния океан. Простира се от запад на изток на протежение от 220 km между 117° и.д. (залив Миклухо-Маклай) и 127°30’ и.д. (залив Полдинг), ширина от север на юг до 40 km. От север в него се вдава заливът Хенри, а в североизточната му част далеч на север (около 100 km) се простира айсберговият език Долтън, от който периодично се откъсват големи айсберги.
Шелфовият ледник ледник Московски университет е заснет чрез аерофотоснимки, на базата на които е картиран от американската (1946 – 47), австралийската и 1-вата съветска (1956 – 58) антарктически експедиции и е наименуван от участниците в съветската експедиция в чест на Московския държавен университет „Михаил Ломоносов“.